# 니얼 노이기얼러흐
니얼 노이기얼러흐(고대 아일랜드어: Niall Noígíallach [ˈniːəl noɪˈɣiːələx], ? - 450년경)는 고대 아일랜드의 왕으로, 6세기에서 10세기 사이 아일랜드에서 흥했던 이 넬 왕조의 시조다. "노이기얼러흐"란 "아홉 명의 볼모를 잡은"이라는 뜻이다. 연대기들에 남은 기록을 살펴 보면 니얼의 치세는 4세기 후반에서 5세기 초반 사이였던 것으로 비정되어 있으나 현대 학자들의 비판적 독해를 거친 결과 오늘날은 그보다 반 세기쯤 뒤로 비정되고 있다. 니얼은 실존인물이었던 것 같으나, 그에 관한 이야기는 대부분 전설의 형태로 전해진다.
| 전임 오하드 무그메돈 | 코나크타의 왕 ? –450년경 | 후임 아말가드 막 피어크레 |

| 전임 크림한 모르 | 에린의 지고왕 AFM 378년–405년 FFE 368년–395년 | 후임 나흐 이 막 피어크라흐 |